# Srednji put
Srednji put, ili Srednja staza (Skt.: madhyamā-pratipad; Pali: majjhimā patipadā) je, najopćenitije, budistička praksa izbjegavanja krajnosti.
Posebno, u budizmu Teravade, Srednji put opisuje Budin put prema nirvani obilježen umjerenošću bez krajnosti osjetilnih uživanja s jedne strane i trapljenja samoga sebe s druge, put života primijenjene mudrosti, moralnosti i kultiviranja uma. U budizmu Mahajane i Vađrajane, Srednji se put odnosi na transcendentne načine pristupa naizgled proturječnim tvrdnjama o stvarnosti.
Sve postoji — to je jedna krajnost.

Ništa ne postoji — to je druga krajnost.

Izbjegavanjem tih dviju krajnosti

Tathagata poučava o Dharmi srednjim putem...

[Samyuta Nikaya]
U mahajanskom budizmu, škole Madjamaka ("Srednjega puta") zastupaju "srednji put" između metafizičkih tvrdnji da stvari krajnje (inherentno) postoje odnosno ne postoje. Srednji put koji je oslobođen dviju krajnosti je duboka praznina. Mudrost koja spoznaje prazninu naziva se 'nazor srednjega puta' jer je njezin glavni objekt, Srednji put, praznina.

## Vidjeti također
- Mulamadhyamakakarika
- Praznina
- Inherentno postojanje
- Nirvana
- Nagarđuna
- Ćandrakirti